# Miami County, Indiana
Miami County är ett county i delstaten Indiana, USA, med 36 903 invånare. Den administrativa huvudorten (county seat) är Peru.

## Geografi
Enligt United States Census Bureau har countyt en total area på 977 km². 972 km² av den arean är land och 5 km² är vatten.

### Angränsande countyn
- Fulton County - norr
- Wabash County - öst
- Grant County - sydost
- Howard County - söder
- Cass County - väst

### Orter
- Converse (delvis i Grant County)
- Peru (huvudort)